# Battaglia di Bergen (1799)
La battaglia di Bergen fu combattuta il 19 settembre 1799 e vide la vittoria franco-olandese dei generali Guillaume Brune e Herman Willem Daendels sugli anglo-russi del duca di York che erano sbarcati nell'Olanda settentrionale. Il campo di battaglia è segnato dal Russisch Monument, eretto nel 1902.

## Contesto storico
Dopo l'inizio dei primi moti della Rivoluzione francese e della guerra della Prima coalizione, una delle principali direttive lungo la quale gli eserciti repubblicani si erano mossi erano i Paesi Bassi: ad ingolosire i francesi erano le immense ricchezze che gli olandesi avevano ottenuto con i commerci marittimi e la loro flotta, ritenuta una delle migliori al mondo, con l'aiuto della quale avrebbero potuto sfidare il dominio inglese sull'Oceano. I Paesi Bassi furono rapidamente conquistati da Pichegru e la flotta olandese catturata a den Helder, intrappolata nel ghiaccio. Questo causò la fine della Repubblica delle Sette Province Unite e la nascita della Repubblica Batava, fedele ai principi rivoluzionari.
L'Olanda venne quindi assoggettata dai francesi, che vi stanziarono alcuni reparti del loro esercito, sotto il comando di Brune prima e Joubert poi. Dopo il trattato di Campo Formio, si ebbe un breve periodo di pace, interrotto dall'avvio delle ostilità tra le maggiori potenze europee nei primi mesi del 1799.

## Antefatti

### Andamento della guerra
Nel 1799, la guerra stava procedendo in favore delle forze alleate: l'Italia settentrionale era stata in larga parte riconquistata dal maresciallo Suvorov, le forze di Massena in Svizzera erano sotto costante pressione da parte dell'Arciduca Carlo e del generale Korsakov, Napoleone era ancora isolato in Egitto ed infine Jourdan e l'esercito del Reno, dopo le severe sconfitte subite in primavera erano ancora rimaste inattive.
Sotto l'aspettativa che la repubblica francese sarebbe presto crollata sotto le offensive alleate, le ambizioni politiche dei membri dell'alleanza e le reciproche diffidenze cominciarono ad emergere: l'Inghilterra voleva garantirsi l'egemonia militare e commerciale sul mare, l'Austria impedire alla Russia di avere una forte influenza in Italia ed infine la Russia stessa avrebbe volentieri accettato un accesso ad un qualsiasi mare che d'inverno non fosse ricoperto dal ghiaccio. Sotto queste premesse, il ministero di guerra inglese formulò un nuovo piano d'azione per la seconda parte del 1799: von Melas avrebbe preso il comando in Italia mentre Suvorov si sarebbe recato in Svizzera, riunendosi con le forze di Korsakov, l'Arciduca Carlo si sarebbe spostato più a nord lungo il Reno ed infine una spedizione congiunta anglo-russa avrebbe invaso l'Olanda, neutralizzando la flotta olandese e contribuendo ad assottigliare ulteriormente le già impegnate forze repubblicane.
Questo piano, apparentemente audace e difficilmente contrastabile, si scontrava con una diversa realtà dei fatti: gli strateghi alleati avevano sovrastimato il numero di uomini disponibili per i propri comandanti, sottostimato le forze francesi e mal calcolato i tempi di marcia necessari, creando una finestra utile ai repubblicani per agire.

### Preparativi e prime fasi dell'invasione

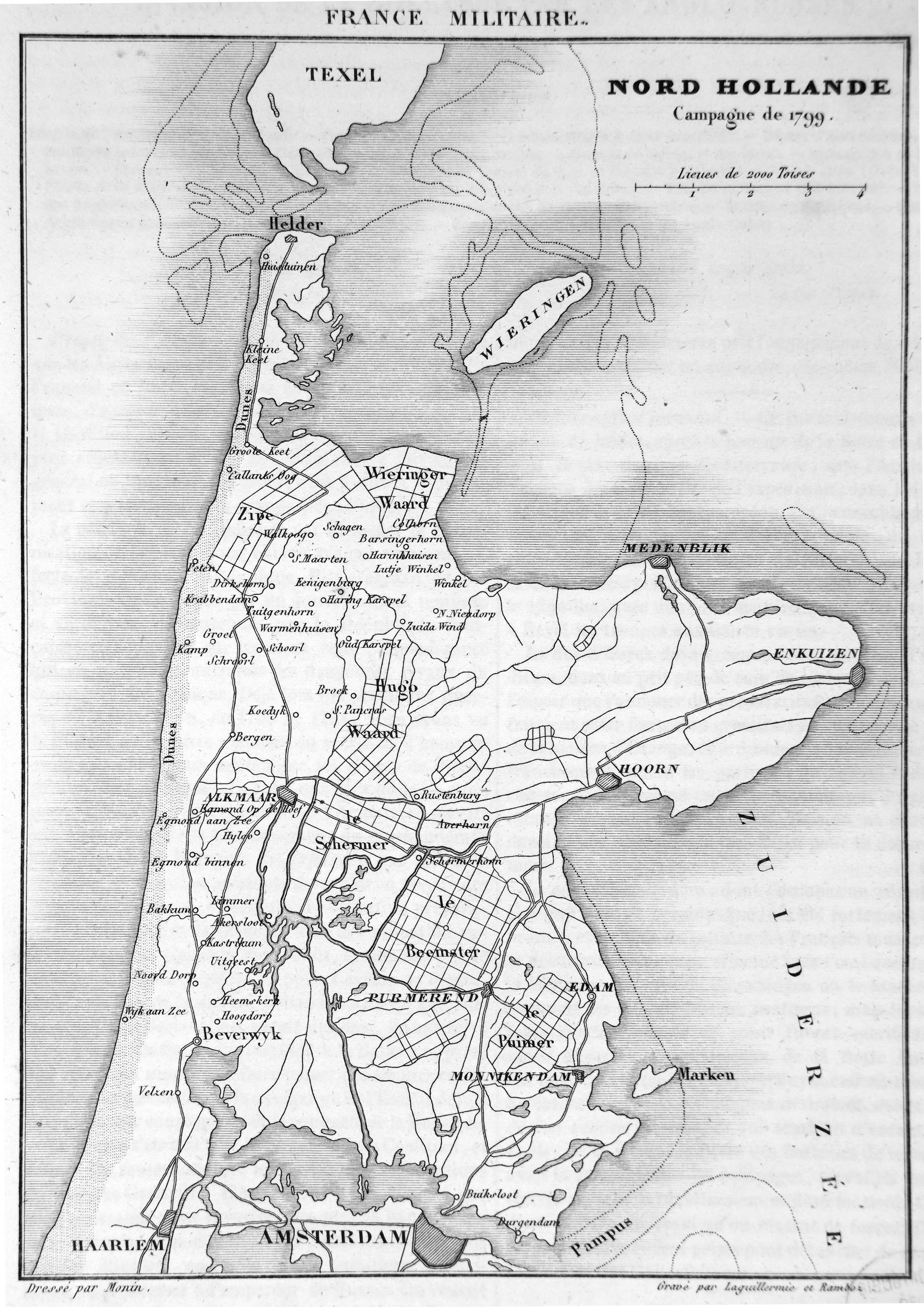
Olanda del Nord in una mappa dell'Ottocento

In conformità con il piano inglese, nell'agosto del 1799 vennero preparati 20000 soldati inglesi sulle coste del Kent ed altri 15000 russi si sarebbero uniti a loro a destinazione. La speranza degli alleati era che, con un tale assembramento di forze, gli olandesi si sarebbero ribellati al regime repubblicano ed avrebbero ripristinato la posizione dello stadtholder. Il comando di tutta l'operazione sarebbe stato affidato al duca di York.
Il 13 agosto l'ammiraglio Mitchell salpò da Deal con un primo gruppo di 12000 uomini, diretto a nord verso la posizione dell'ammiraglio Duncan, al quale si sarebbe unito prima di attraccare sulla bocca dello Zuiderzee, nei pressi di den Helder. Tale luogo era stato scelto a discapito della foce della Mosa, più vicina alle grandi città, dove i controrivoluzionari erano più presenti, per la carenza di misure difensive e per la possibilità di catturare l'intera flotta olandese. Le operazioni di sbarco sarebbero state affidate all'esperto generale Abercromby.

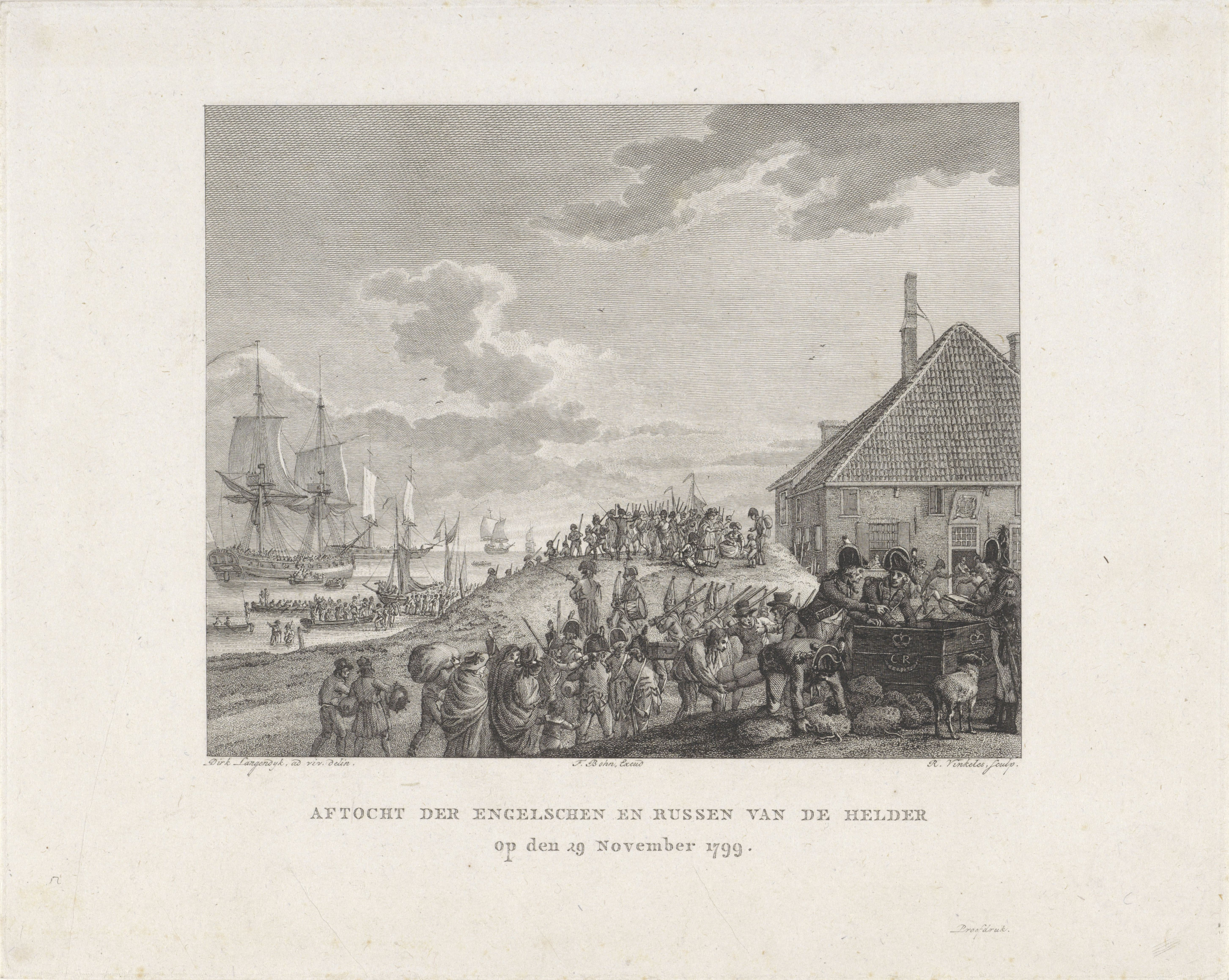
Attracco della flotta anglo-russa a Den Helder, 1799

L'avanguardia sbarcò in due fasi, il 22 e il 27 agosto, complice un improvviso peggioramento delle condizioni del mare, che impedì il regolare svolgimento delle operazioni. Questo contrattempo permise a Brune e Daendels, rispettivamente a comando delle forze francesi e batave, di organizzare le prime forme di difesa dell'Olanda settentrionale. Nonostante ciò, le forze alleate riuscirono a respingere i tentativi di difesa degli olandesi, che furono costretti a ritirarsi e a permettere agli anglo-russi di sbarcare. Il 30 agosto, la flotta olandese si ammutinò e si consegnò alla marina inglese.
Altri scontri si verificarono a terra nei primi giorni di settembre, quando i repubblicani, aspettandosi a breve l'arrivo del duca di York in Olanda, tentarono di attaccare le posizioni inglesi quando i russi erano ancora lontani. L'attacco fallì e Brune e Daendels furono costretti ad allestire le loro difese ad Alkmaar.
Il duca di York sbarcò il 15 settembre e assunse il comando dell'esercito, stimabile in circa 35000 uomini dopo che i russi erano finalmente giunti in Olanda il 12 settembre. Il 19 settembre le forze del Duca di York, formate su quattro colonne, avanzarono da Schagerbrug.
In quel periodo gli alleati disponevano della superiorità numerica, quindi si decisero a sferrare un colpo decisivo il prima possibile. Gli olandesi, circa 12000, occupavano una buona posizione intorno a Langedijk. Leggermente arretrati rispetto agli olandesi, i francesi, che concentrando le loro forze raggiungevano i 10000 uomini, erano distribuiti tra Alkmaar, Bergen, Schoorl ed Egmond aan Zee.

## Piani di battaglia e geografia del luogo

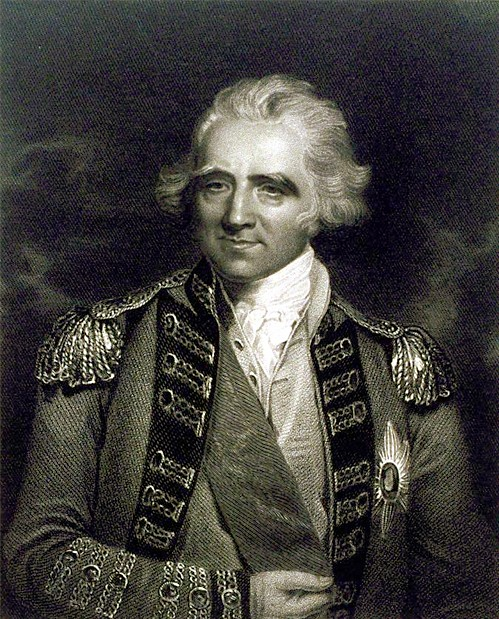
Sir Ralph Abercromby

La posizione occupata dall'esercito alleato fu ritenuta troppo piccola per ospitare un esercito tanto numeroso e di conseguenza il duca di York concordò con il generale Hermann, comandante delle truppe russe, un attacco al nemico il 19, per consentirgli di cacciare Brune da Alkmaar e di ottenere una posizione più comoda. A questo scopo l'esercito fu diviso in quattro colonne. La colonna di destra era composta da 7000 o 8000 russi sotto il comando di Hermann, con la brigata del generale Manners di riserva. Doveva avanzare attraverso la Sand-Dyk e la Slaper-Dyk verso Camperduin e Groet, per far travolgere i francesi a sinistra. La seconda colonna era comandata dal generale David Dundas; era composta da 4500 britannici e 2000 russi, con una brigata di riserva sotto il duca Guglielmo di Gloucester. Queste forze dovevano attaccare i posti franco-batavi a Warmenhuizen e Schoorldam. La terza colonna era sotto James Pulteney, composta da 5000 uomini, con cavalleria e cannoni; doveva muoversi attraverso l'Heerhugowaard, attraversare Langedijk e avanzare su Oudkarspel, ma poiché era noto che questi punti erano fortemente fortificati, fu ordinato che Pulteney avrebbe dovuto agire solo per attirare l'attenzione del nemico. La quarta colonna di 9000 fanti britannici fu posta sotto il comando di Abercromby e fu destinata ad aggirare efficacemente la destra della posizione del nemico penetrando tra loro e lo Zuiderzee. Poiché questa colonna doveva percorrere molta più strada rispetto alle altre, si mossero durante la notte del 18.
La sinistra del nemico era vantaggiosamente appostata sulle alte colline sabbiose che si estendono dal mare, di fronte a Petten, fino alla città di Bergen. Il terreno su cui dovevano muoversi le colonne centrali era attraversato ogni tre o quattrocento metri da fossati e canali ampi, profondi e colmi d'acqua. I ponti della zona che avrebbero facilitato l'attacco furono distrutti. Numerosi ostacoli furono lasciati sulle strade ad intralciare la marcia degli alleati.

## La battaglia

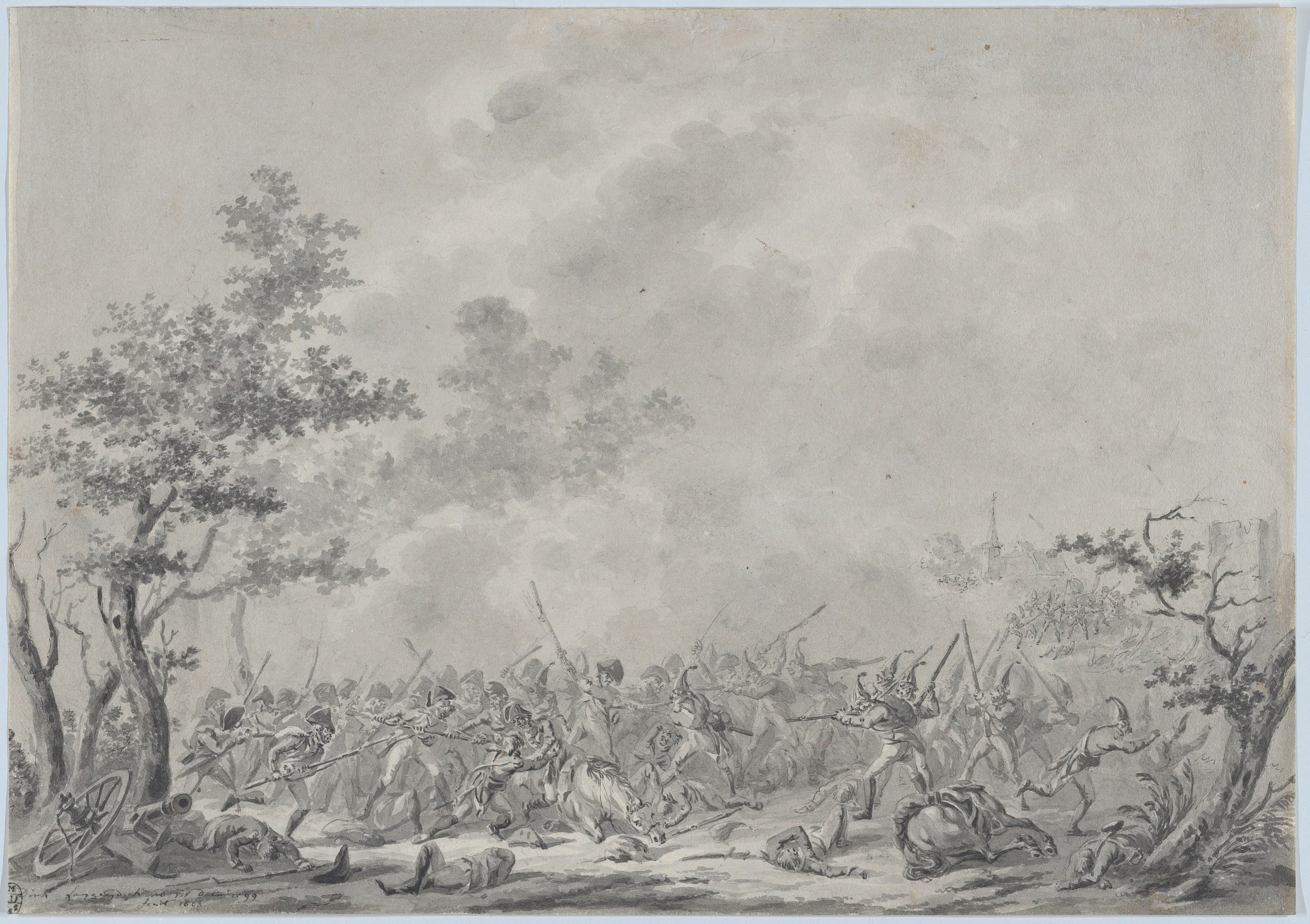
Cattura di Hermann a Bergen

Era negli ordini generali che le altre tre colonne avrebbero attaccato all'alba, ma il generale Southoff era in movimento alle tre del mattino da Petten e, attraversato il canale, i russi marciarono su Camperduin senza notare l'ora del giorno, mentre Hermann, un'ora dopo piombò sulle opere francesi sullo Slaper-Dyk e le conquistò. Anche i villaggi di Groet e Camperduin furono occupati con successo da loro e Hermann portò la sua seconda linea sotto il generale Arbeneff e la sua riserva, sotto Manners, per avanzare sulla strada per Schoorldam. I soldati russi, impetuosi ma senza ordine, seguirono il loro comandante nonostante il fuoco nemico. A alle otto erano in possesso del villaggio di Bergen, scacciando Gouvion con cinque battaglioni, e ora minacciavano seriamente la destra francese ad Alkmaar. Di conseguenza, Brune chiamò la sua riserva sotto Dumonceau e la lanciò contro la colonna di Hermann, lasciatasi andare in eccessivi festeggiamenti. I francesi portarono avanti con loro una buona forza di artiglieria, contro la quale i russi avevano solo tre cannoni, trascinati con difficoltà sulla sabbia, e questi erano già a corto di munizioni. Mentre aspettavano l'arrivo di cannoni e munizioni, i generali Hermann ed Essen si misero alla testa delle loro truppe, completamente ubriache e senza disciplina o ordine, e caricarono l'artiglieria francese. Brune aveva inviato Gouvion ad aggirare il nemico sulla destra, mentre Rostolland, con due battaglioni, occupava il bosco che era sulla sinistra. La comparsa di queste truppe su entrambi i fianchi e la retroguardia, allarmò così tanto i russi che si voltarono e scapparono, lasciando Hermann, che stava combattendo con grande vigore al castello di Bergen, isolato. Presto fu fatto prigioniero. Essen con difficoltà riuscì a ritirarsi dal villaggio di Schoorl, riuscendo a fuggire.

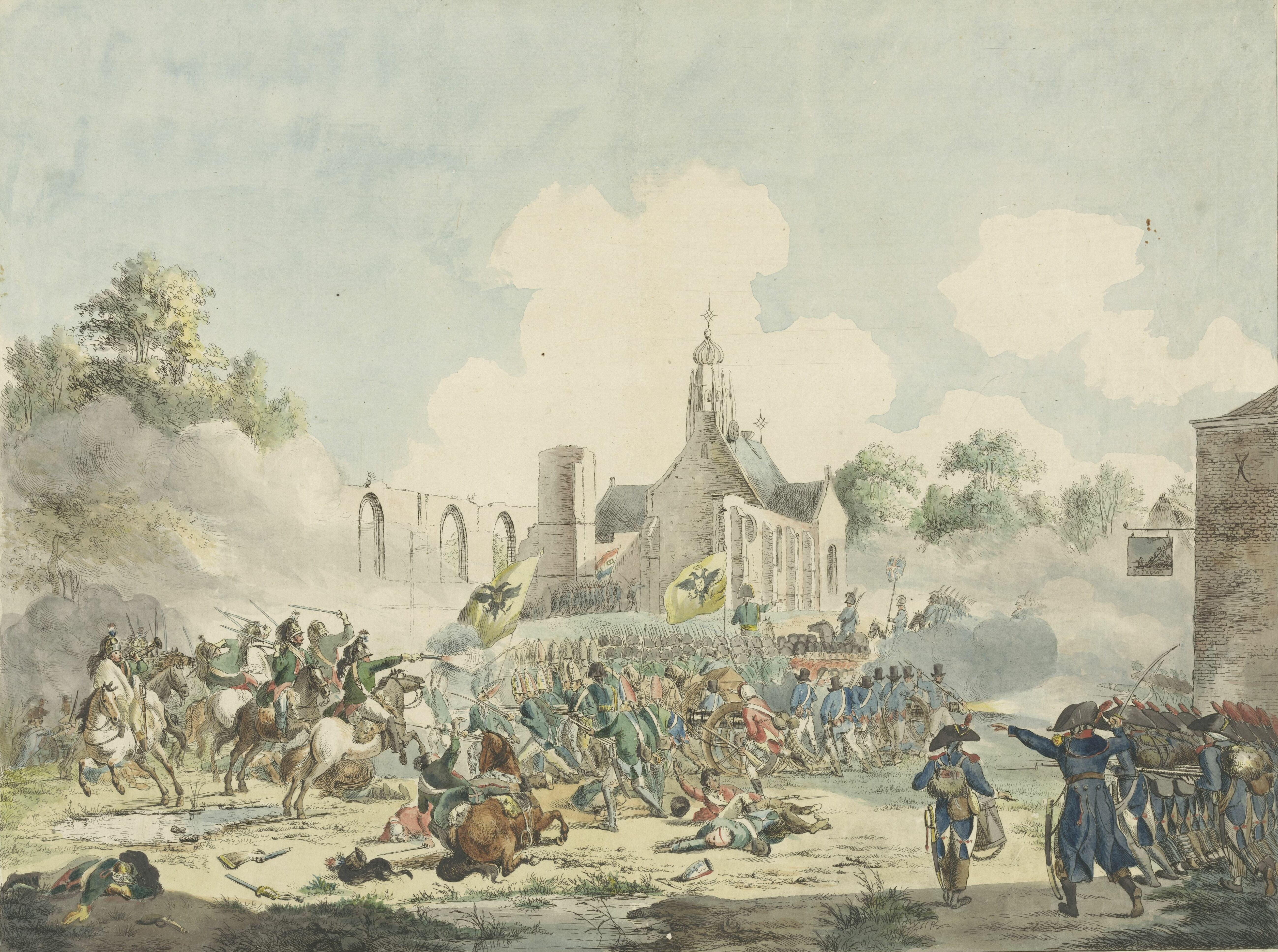
Scontri tra francesi e russi a Bergen

La divisione Dundas, con la quale marciava il Duca di York, aveva iniziato a muoversi alle cinque ore e, sostenuta dai 3 battaglioni del generale Sedmoratsky, era riuscita a prendere Warmenhuizen. Quindi staccando 3 battaglioni per rinforzare Pulteney, si diresse verso Schoorldam, i cui difensori, posti tra questa colonna e la quella del generale Manners, fuggirono. Dumonceau fu gravemente ferito lì e le sue truppe si ritirarono a Koedijk. Due battaglioni e alcune compagnie d'élite che aveva diretto a Schoorl per coprire la ritirata dell'aiutante generale Rostolland, si ritrovarono ora in mezzo al nemico e furono costretti a deporre le armi. Fu in questa città che il duca apprese della sconfitta dei russi. Nella speranza di ristabilire il combattimento, marciò immediatamente su Schoorl, con la brigata di Manners e alcuni rinforzi, per fermare l'inseguimento e dare ai russi il tempo di radunarsi. Il villaggio fu riconquistato ma il generale Essen non riuscì a riportare in combattimento la sua divisione ed i francesi, le cui truppe allora erano tutte unite, fatto un ultimo sforzo, respinsero in disordine gli inglesi su Petten e Zyper-Sluys. Dundas, che fino ad allora era rimasto a Schoorldam, sotto la protezione di tre imbarcazioni armate che erano entrate nel canale di Alkmaar, temendo di essere tagliato fuori, si ritirò a Krabbendam.
Mentre gli attacchi a destra avevano deluso le aspettative, quello della terza colonna sotto Sir James Pulteney aveva avuto un successo imprevisto. Egli divise le brigate dei generali Coote e Don, il primo dei quali marciò da sinistra su Heerhugowaard, mentre lui stesso marciò con quest'ultimo su Oudtkarspel. Qui il generale Daendels era loro contrario, e aveva tagliato ogni strada e distrutto ogni ponte, nonché danneggiato la diga lungo la quale le truppe avanzavano all'attacco. Quest'ultima poteva accogliere non più di otto uomini al passo ed era difesa da alcune batterie. Nondimeno, il colonnello Spencer, con una brigata e qualche reparto di fanteria leggera, si stabilì sul Langedijk, fu in grado di attraversare la diga e caricare il nemico. Raggiunti dal generale Don con il 3º reggimento delle guardie, gli inglesi avanzarono così vigorosamente che, inseguendo il nemico, entrarono nelle loro trincee e causarono loro una perdita di 1700 morti, feriti e prigionieri, e quattordici cannoni; ma mentre tentava di effettuare una giunzione con Coote, Pulteney ricevette l'ordine di ritornare indietro. Obbedì dopo aver gettato nei canali i cannoni catturati. Le vittime nella sua colonna furono meno di 260 tra morti e feriti.
Abercromby, in marcia con la sua colonna la notte del 18, arrivò a Hoorn alle due del mattino del 19. La città, comandata da un ufficiale di campo e 170 uomini, aprì subito le porte agli inglesi, dopo una breve convocazione da parte del generale inglese. Gli ordini per questa colonna erano di spingersi fino a Purmerend, ma trovò la strada in pessime condizioni e le sue truppe erano così stanche che fu costretto a rinunciare a quell'obiettivo. Nel corso della giornata ricevette il resoconto di ciò che era accaduto alla colonna di destra, con l'ordine di far entrare la sua divisione. L'allontanamento di questo gruppo di soldati, tra i più competenti e disciplinati, compromise l'andamento della battaglia: se fossero stati ad immediata disposizione, avrebbero potuto respingere i repubblicani sino a Beverwijk o persino ad Haarlem.

## Bilancio
Le perdite da entrambe le parti furono considerevoli:
- Britannici: 6 ufficiali, 2 sergenti e 109 semplici furono uccisi; 43 ufficiali, 20 sergenti, 2 tamburini, 345 semplici vennero feriti; 22 sergenti, 5 tamburini e 463 semplici risultarono dispersi.
- Russi: 1 741 sottufficiali semplici e 44 ufficiali, uccisi o catturati. 1 225 feriti, inclusi 49 ufficiali.
- Repubblicani: 3 000 prigionieri, di cui 60 ufficiali. 16 cannoni persi.

## Conseguenze
Il generale Brune non era così convinto che un altro attacco avrebbe avuto un risultato molto diverso, ma ordinò immediatamente di effettuare vaste inondazioni sui grandi polder, mentre aggiungeva numerosi uomini alle difese delle dighe. Fece anche arrivare da Dunkerque circa 60 cannoniere per piazzarsi alla foce del Pampus, per proteggere la capitale olandese.  Il resto dell'esercito era concentrato tra il Langedijk e il mare, mentre la posizione di Oudkarspel fu rafforzata da ulteriori costruzioni e da terreni allagati. Anche Schoorldam e Koedijk furono fortificati.
Il Duca di York fu rinforzato dall'arrivo di un'altra divisione russa comandata dal generale Emmé il 25 settembre, insieme a un distaccamento del 60º reggimento di cavalleria e ad alcuni squadroni del 16° dragoni leggeri. L'ammiraglio Mitchell aveva anche equipaggiato una flottiglia di piccole imbarcazioni, adatte alla navigazione dello Zuyder Zee, e grazie a ciò Medemblik ed Enkhuizen, insieme a tutte le isole, si erano sottomesse agli inglesi. Il duca, tuttavia, vedeva con ansia la fine della bella stagione, e quindi decise, prima che arrivasse l'inverno, di fare un altro tentativo per cacciare i francesi dall'Olanda Settentrionale.
Dopo la cattura del comandante delle forze russe in Olanda, fu appuntato per il comando del corpo di spedizione il generale Mikhail Kutuzov. Dopo essersi affrettato a partire San Pietroburgo per assumere il comando delle forze russe, venne a conoscenza del disastro di Amburgo e, ritenendo che la campagna fosse destinata al fallimento, tornò prontamente in Russia.
Il successivo grande scontro ebbe luogo a Castricum il 6 ottobre.